# Mordella subauratonotata
Mordella subauratonotata es una especie de coleóptero de la familia Mordellidae.

## Distribución geográfica
Habita en Sudamérica.